# Cratere Saga
Saga è un cratere sulla superficie di Callisto.